# Salomea Hildebrand
Salomea Emilia Hildebrand (ur. 1844 w Warszawie lub Łodzi, zm. ?) – uczestniczka powstania styczniowego.

## Życiorys
Była córką Bogumiła. Należała do Towarzystwa Patriotycznego kobiet (tzw. piątki). W latach 1861–1863 mieszkała z siostrami Heleną i Józefą Rozmanith, z którymi była spokrewniona. Zajmowała się rodzinami powstańców: poległych, rannych i zesłanych na Sybir.
W 1930 została odznaczona Krzyżem Niepodległości.